# Osservatorio di Frasso Sabino
L'osservatorio di Frasso Sabino, dedicato a Virginio Cesarini, è situato nell'omonimo comune in provincia di Rieti a 465 m s.l.m. Il suo codice MPC è 157 Frasso Sabino.
L'osservatorio è situato in un vecchio mulino del Settecento ristrutturato: è stato inaugurato il 25 novembre 1995. L'osservatorio porta il nome di Virginio Cesarini, nobile sabino e insigne studioso che partecipò alla fondazione dell'Accademia dei Lincei.
Nel complesso dell'osservatorio si trovano una mostra astronomica permanente, un planetario e un telescopio Cassegrain con specchio principale di 368,3 mm (14,5 pollici) F/12.
L'osservatorio è accreditato dal Minor Planet Center per la scoperta di due asteroidi effettuate tra il 2000 e il 2010.
| 34138 Frasso Sabino    | 25 agosto 2000 |
| 257439 Peppeprosperini | 9 agosto 2010  |